# Methysia notabilis
Methysia notabilis là một loài bướm đêm thuộc phân họ Arctiinae, họ Erebidae.